# 82071 Debrecen
82071 Debrecen è un asteroide della fascia principale. Scoperto nel 2000, presenta un'orbita caratterizzata da un semiasse maggiore pari a 2,3797617 UA e da un'eccentricità di 0,1266289, inclinata di 6,89778° rispetto all'eclittica.
L'asteroide è dedicato all'omonima città ungherese.